# Gianluca
Gianluca ist ein italienischer männlicher Vorname, entstanden als Kombination aus den italienischen Vornamen Gianni (kurz für Giovanni = Johannes) und Luca. Der Name tritt seit der zweiten Hälfte des 20. Jahrhunderts auf.

## Namensträger
- Gianluca Arrighi (* 1972), italienischer Schriftsteller und Jurist
- Gianluca Basile (* 1975), italienischer Basketballspieler
- Gianluca Bezzina (* 1989), maltesischer Sänger
- Gianluca Bollini (* 1980), san-marinesischer Fußballspieler
- Gianluca Bortolami (* 1968), italienischer Radsportler
- Gianluca Brambilla (* 1987), italienischer Radrennfahrer
- Gianluca Buonanno (1966–2016), italienischer Politiker
- Gianluca Caprari (* 1993), italienischer Fußballspieler
- Gianluca Cavalli (* 1978), italienischer Radrennfahrer
- Gianluca Coletta (* 1981), italienischer Radrennfahrer
- Gianluca Curci (* 1985), italienischer Fußballtorhüter
- Gianluca Ferraris (1976–2022), italienischer Schriftsteller
- Gianluca Giraudi (* 1968), italienischer Automobilrennfahrer
- Gianluca Grava (* 1977), italienischer Fußballspieler
- Gianluca Grignani (* 1972), italienischer Liedermacher
- Gianluca Korte (* 1990), deutscher Fußballspieler
- Gianluca Lapadula (* 1990), italienisch-peruanischer Fußballspieler
- Gianluca Lima (* 1994), Schweizer Handballspieler
- Gianluca Mancini (* 1996), italienischer Fußballspieler
- Gianluca Marzullo (* 1991), deutsch-italienischer Fußballspieler
- Gianluca Meli (* 1994), deutscher Radiomoderator
- Gianluca Nijholt (* 1990), niederländischer Fußballspieler
- Gianluca Pagliuca (* 1966), italienischer Fußballspieler
- Gianluca Paparesta (* 1969), ehemaliger italienischer Fußballschiedsrichter und -funktionär
- Gianluca Pessotto (* 1970), italienischer Fußballspieler und -funktionär
- Gianluca Petrella (* 1975), italienischer Jazz-Posaunist
- Gianluca Ramazzotti (* 1970), italienischer Schauspieler und Synchronsprecher
- Gianluca Rocchi (* 1973), italienischer Fußballschiedsrichter
- Gianluca Scamacca (* 1999), italienischer Fußballspieler
- Gianluca Swajkowski (* 2005), deutscher Fußballspieler
- Gianluca Tiberti (* 1967), italienischer Moderner Fünfkämpfer
- Gianluca Vialli (1964–2023), italienischer Fußballspieler und -trainer
- Gianluca Zambrotta (* 1977), italienischer Fußballspieler